# Guldkysten
 For alternative betydninger, se Guldkysten (film).
Guldkysten (Gold Coast) var en britisk koloni ved Guineabugten i Vestafrika. I 1957 blev Guldkysten til det uafhængige land Ghana.
Guldkysten blev dannet som koloni i 1821, men navnet havde i lang tid været brugt af europæerne om områdets kyststrækning, på grund af de rige guldforekomster.
Guineabugten omfattede Guldkysten, Slavekysten og Elfenbenskysten, opkaldt efter de enkelte områders vigtigste handelsvarer. Guld, slaver og elfenben drejede det sig om for europæerne i hele området, men i forskellig målestok. Europæiske skibe, der anløb Guineabugten i 1600- og 1700-tallet, gik oftest i trekantfart med disse tre varer i lasten.
Briterne udvidede gradvis koloniens territorium ved erobringstogter mod lokale stammer, Ashantikonføderationen og andre europæiske lande, der havde etableret små kolonier i området.

## Historie
Guldkysten blev opdaget i 1470 af portugiserne Santarem og Escovar, men først i 1482 anlagde man det første fort, San Jorge de la Mina, på det sted, hvor senere Elmina lå. I halvandet hundrede år herskede portugiserne uindskrænket her, indtil deres forter blev erobrede af hollænderne i 1637. Kort tid efter begyndte engelske eventyrere at sætte sig fast på kysten, men også de blev snart fordrevet af hollænderne, og først det kongelige engelske afrikanske selskab (stiftet 1672) erhvervede varige besiddelser. Både hollænderne, englænderne og danske, der erhvervede sig et par småkolonier, betalte kyststammerne, på hvis jord forterne var anlagt, en årlig tribut, hvilket førte til langvarige stridigheder mellem englænderne og aschantierne. Denne krigeriske stamme drog 1807 fra indlandet ned mod kysten. Her undertvang de englændernes trofaste allierede, fantierne. De forlangte at få den tribut af englænderne, de hidtil havde ydet fantierne. Englænderne indlod sig noget overilet i kamp med dem og led i begyndelsen, navnlig 1824, svære tab. Efter flere års kampe tvang englænderne aschantierne til at afstå landet syd for Prah. Ved køb og byttehandler erhvervede englænderne efterhånden de fleste andre europæiske besiddelser. Det gjaldt eksempelvis i 1850 de danske besiddelser, Christiansborg, Augustaborg og Fredensborg. I 1872 skete det samme med alle de hollandske. Allerede 1821 var det private kompagni blevet ophævet og Guldkysten lagt ind under kolonien Sierra Leone, men 1874 konstitueredes den som selvstændig kronkoloni. 1873 måtte englænderne atter kæmpe med ashantierne, hvis hovedstad Kumassi blev erobret af general Wolseley. Først i 1895 kunne englænderne erobre hele riget. Det blev lagt ind under Guldkysten, hvortil kom 1901 The Northern Territories. Hovedstaden var oprindelig Cape Coast, koloniens betydeligste by, men på grund af byens usunde klima blev guvernørens residens i 1876 flyttet til Christiansborg ved Akkra.
Den engelske koloni, Colony of the Gold Coast, havde i 1911 et areal af 308.870 km2 med omkring 1.500.000 indbyggere, heraf 1.700 europæere. Medregnet heri var Aschanti og The Northern Territories. Garnisonen bestod af muhamedanske haussaer under engelske officerer. Koloniens import beløb sig i 1913 til 4,9 millioner £ og eksporten til 5,4 millioner £. Der blev især eksporteret palmeolie og Guinea-korn samt guldstøv, kokos, kautsjuk og kolanødder. De vigtigste havnepladser var: Axim, Dixcove, Elmina, Cape Coast, Saltpond, Winnebah, Akkra (Christiansborg), Adda og Quitta. En jernbanelinje var anlagt fra Sekondi ved kysten til Kumassi i Aschanti, og en anden mellem Akkra og Mangoase blev bygget.
De britiske Territorier i Vestafrika, som var kendt under dette navn, omfattede efter 1. verdenskrig Gold Coast Colony (60.800 km2 med 1.171.913 indbyggere i 1921), Ashanti (63.600 km2 med 406.193 indbyggere), Nord-territorierne (79.200 km2 med 530355 indbyggere) samt mandatet over den vestlige del af den tidligere tyske koloni Togo (33.772 km2 med 188.039 indbyggere).
I årene efter 1. verdenskrig blev der gjort meget for at udvikle infrastrukturen. Foruden jernbanelinjen Sekondi-Kumassi med dens talrige forgreninger blev linjen Accra-Kumassi fuldført 1923. Dertil kom en linje fra Huni Valley til Kade samt anlæg af veje.
Fra begyndelsen af 1900-tallet tog dyrkningen af kakao fart, og Guldkysten var efter 1. Verdenskrig verdens førende kakaoeksporterende land. I 1926 havde kakaoeksporten en værdi af omkring 9 millioner £. Dyrkningen var næsten helt i hænderne på de indfødte bønder. Accra var hovedudførselshavnen.
I 1948[kilde mangler] blev ashantiprotektoratet Britisk Togoland og Fante-protektoratet indlemmet i Guldkysten og dermed konsolideret som én koloni. Guldkysten ændrede ved uafhængigheden i 1957 navn til Ghana.